# Wetzikon
Pour les articles homonymes, voir Wetzikon (homonymie).
Wetzikon est une commune suisse du canton de Zurich.

## Culture et patrimoine

### Héraldique
| Blason | Blasonnement : De sable au pal d'or chargé de trois flambeaux de sinople allumés de gueules. |

### Monuments et curiosités
- Le château d'Oberwetzikon remonte au haut Moyen Âge. À l'origine le bâtiment était pourvu de douves et de deux tours. La tour occidentale a été transformée en habitation en 1614-17. La tour orientale a été détruite en 1832[4],[5].

## Personnalités liées à la commune
- Matteo Di Giusto (2000-), footballeur suisse né à Wetzikon.

## Galerie

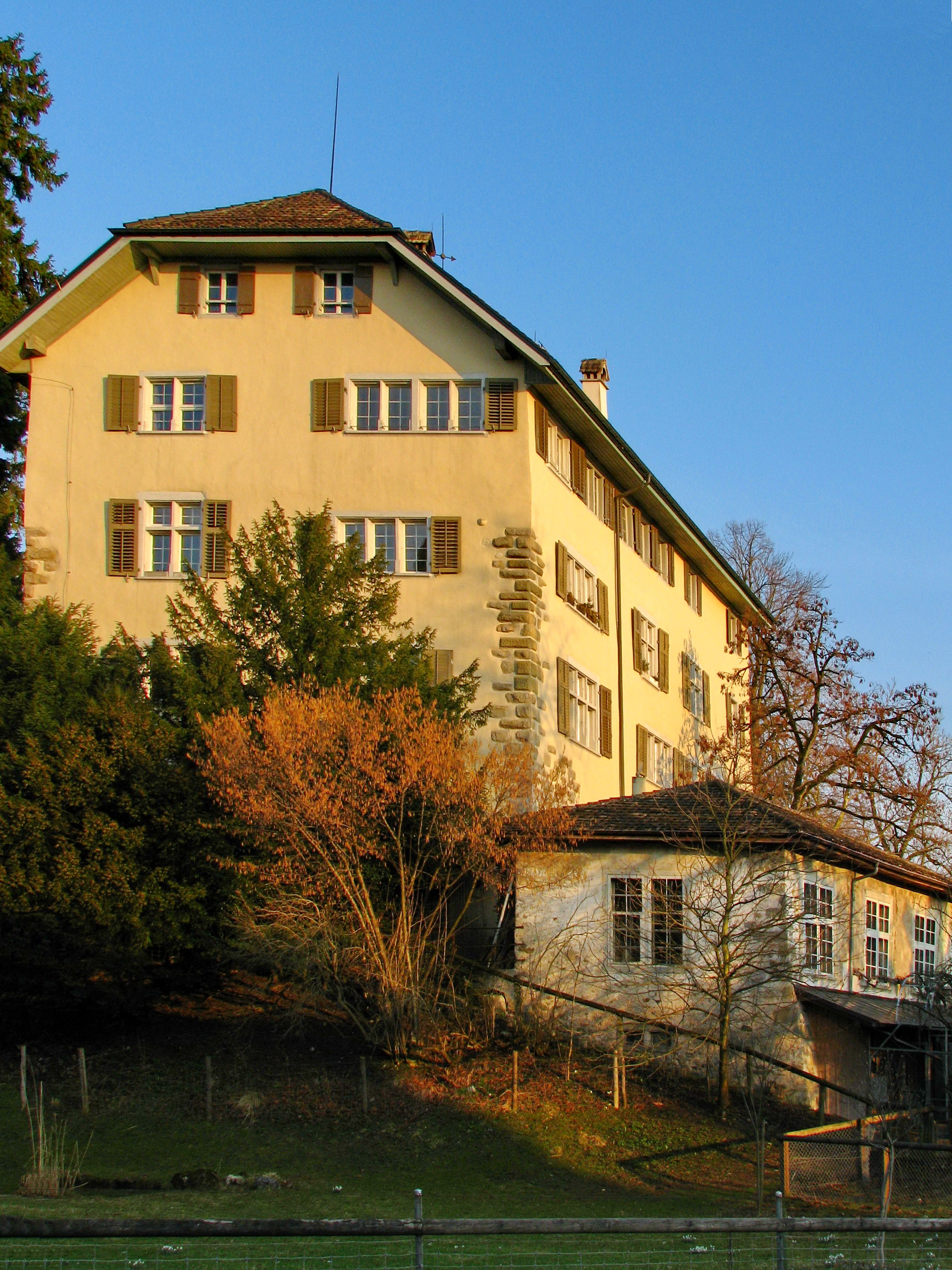
Château.
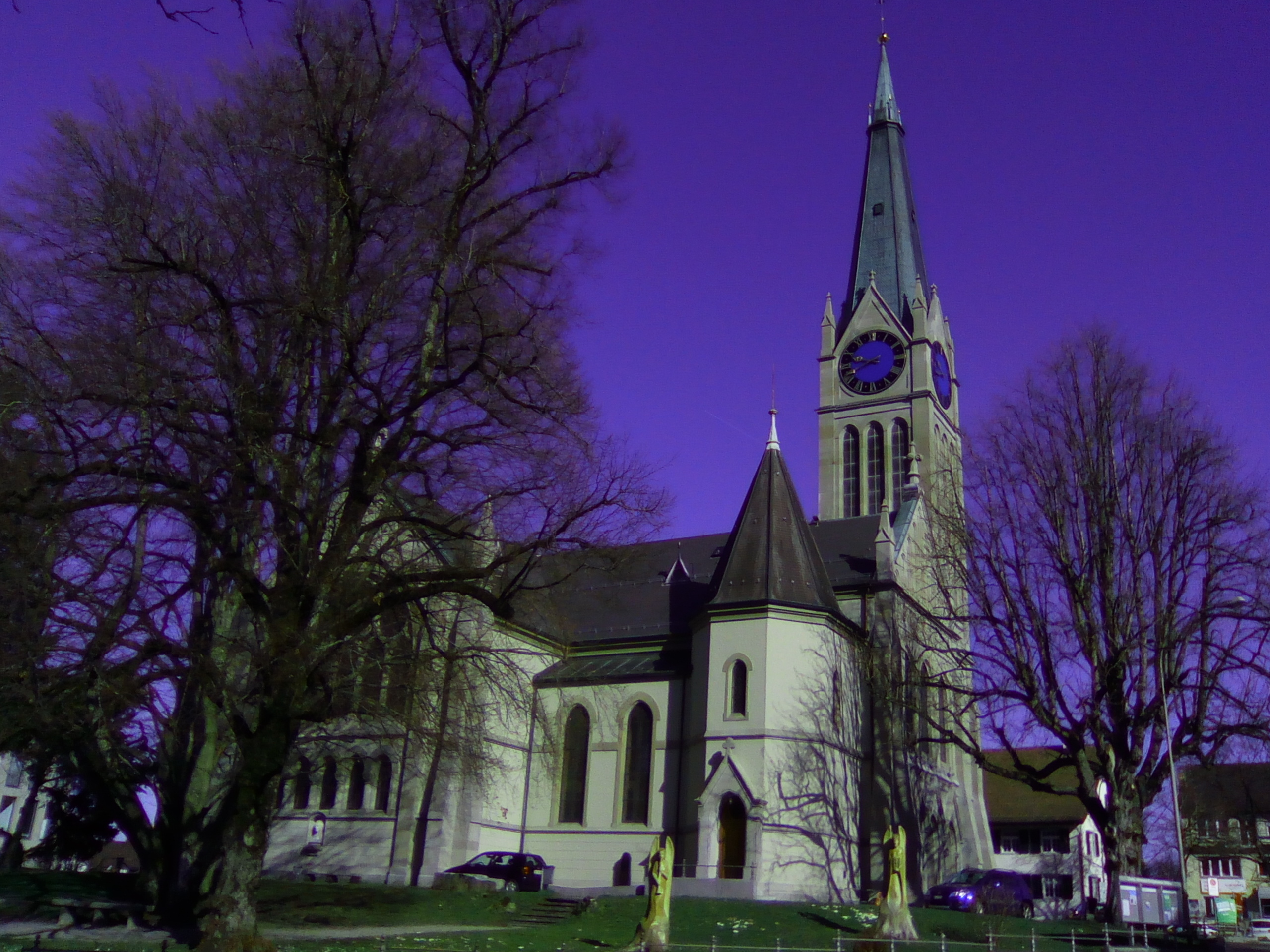
Église réformée.
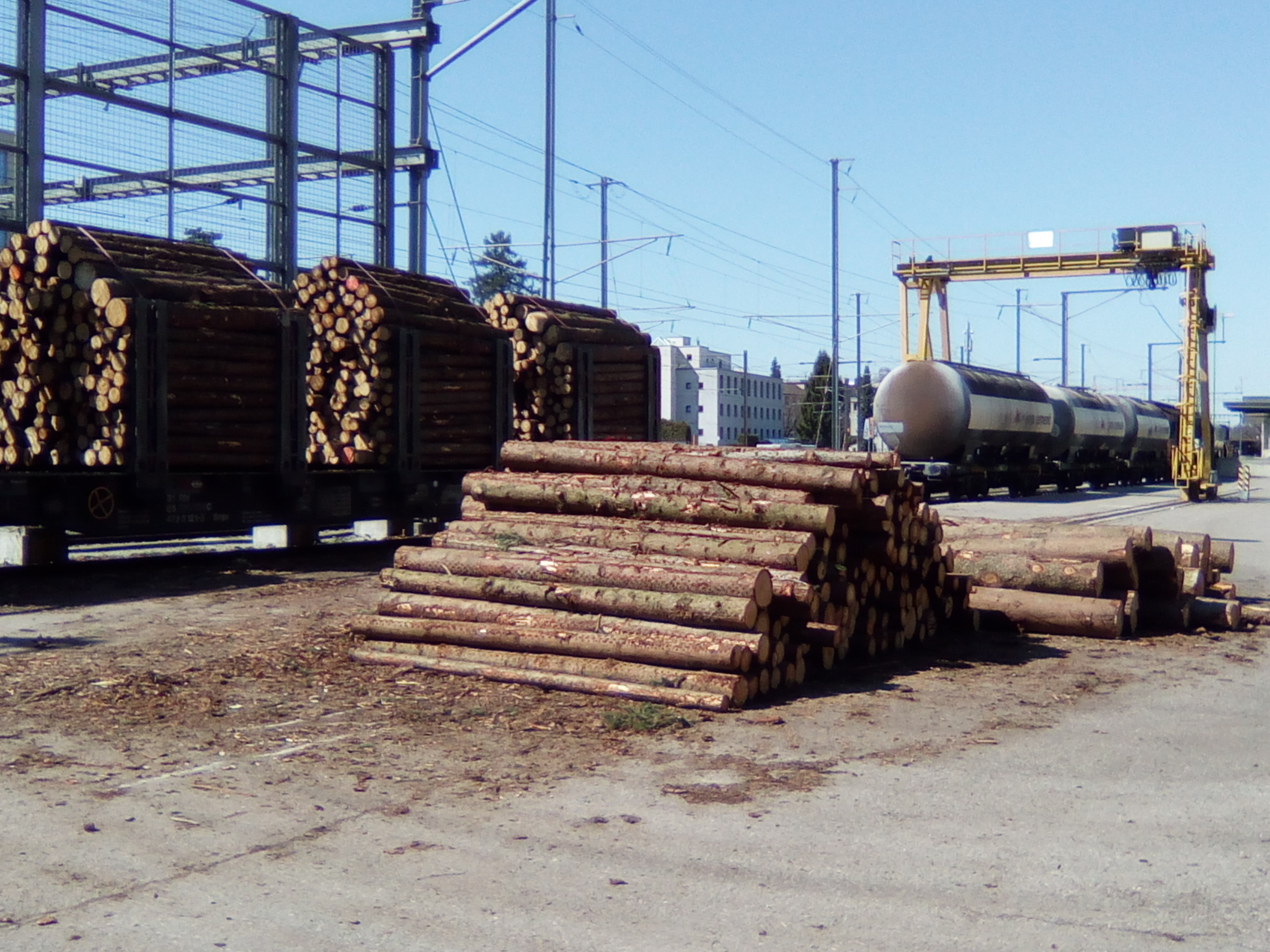
Bois rond (gare de Wetzikon).
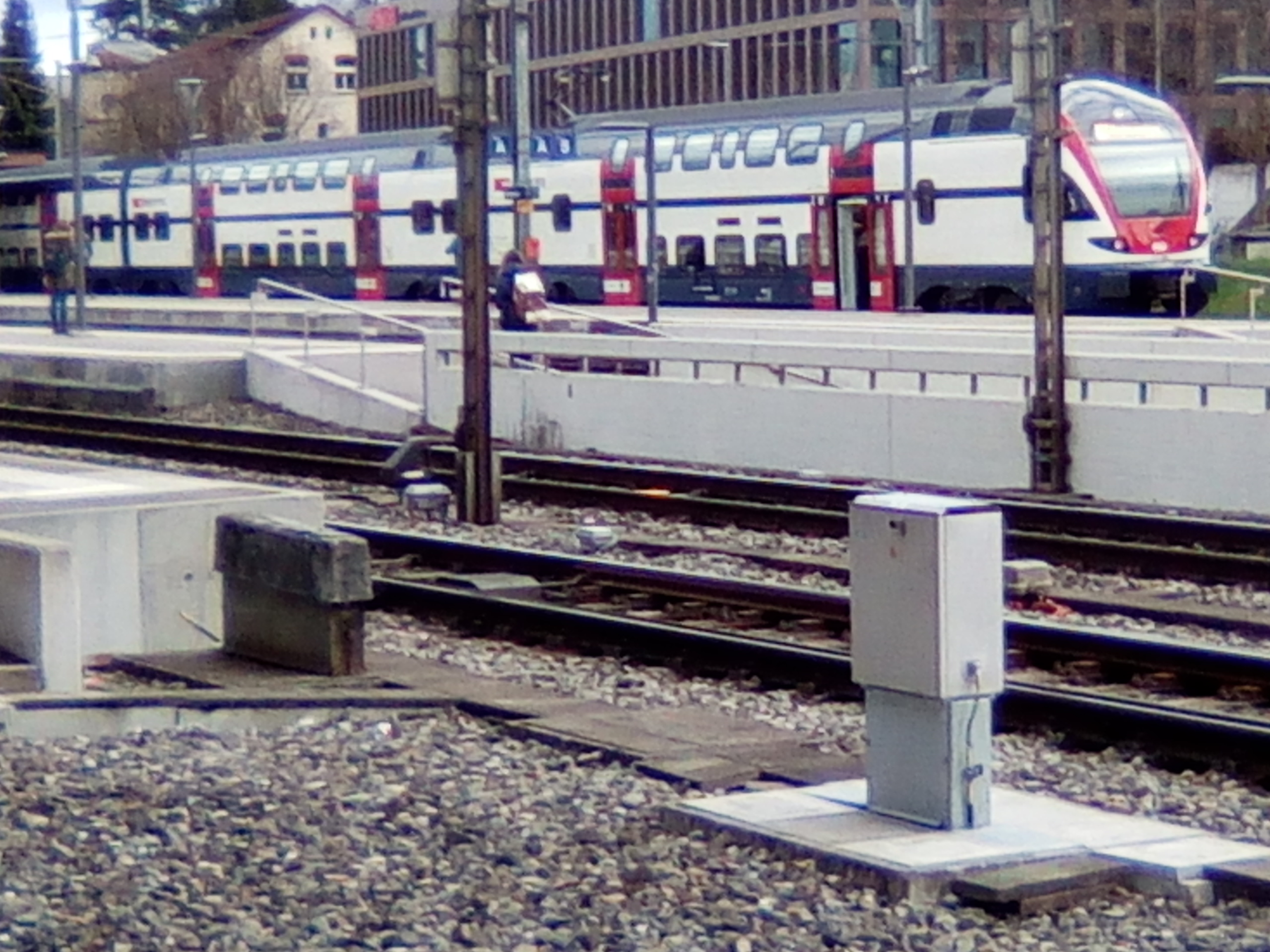
S-Bahn (gare de Wetzikon).